# Grups de tractament i de control
En el disseny d'experiments, els tractaments s'apliquen a les unitats experimentals en un grup de tractament. En experiments comparatius, els membres d'un grup de control reben un tractament estàndard, un placebo o cap tractament. Pot haver-hi més d'un grup de tractament, més d'un grup de control o ser-hi tots dos.
Es pot utilitzar un grup de control amb placebo per donar suport a un estudi a doble cec, en el qual alguns subjectes reben un tractament ineficaç (en estudis mèdics típicament una pastilla de sucre) per minimitzar les diferències en les experiències dels subjectes en els diferents grups; això es fa de manera que s'asseguri que cap participant de l'experiment (subjecte o experimentador) sàpiga a quin grup pertany cada subjecte. En aquests casos, es pot utilitzar un tercer grup de control sense tractament per mesurar l'efecte del placebo directament.
Perquè les conclusions extretes dels resultats d'un experiment tinguin validesa, és essencial que els elements o pacients assignats als grups de tractament i de control siguin representatius de la mateixa població. En alguns experiments, com molts en agricultura o psicologia, això es pot aconseguir assignant aleatòriament elements d'una població comuna a cadascun dels dos grups (el de tractament i el de control). En estudis de bessons que impliquin només un grup de tractament i un grup control, és estadísticament eficient fer aquesta assignació aleatòria per separat per a cada parell de bessons, de manera que un estigui en el grup de tractament i l'altre en el grup de control.
En alguns estudis mèdics, on pot no ser ètic no tractar els pacients que presenten símptomes, els controls poden rebre un tractament estàndard, en lloc de no donar cap tractament. Una alternativa és seleccionar controls d'una població més àmplia, sempre que aquesta població estigui ben definida i que els que presentin símptomes a la clínica siguin representatius dels de la població més àmplia. Un altre mètode per reduir les preocupacions ètiques seria tractar els símptomes inicials de la malaltia, amb prou temps després per oferir tractaments reals als subjectes de control i fer-los-hi saber que els primers tractaments són “experimentals” i que poden no ser tan eficaços com els tractaments posteriors que se'ls oferirà.